# Прикарпатський військово-спортивний ліцей
Прикарпатський військово-спортивний ліцей Івано-Франківської обласної ради — військово-спортивний ліцей, заклад спеціальної освіти в місті Надвірна Івано-Франківської області. Юнаки в ліцеї навчаються з I по IV курс (8-11 клас).

### Історія
Прикарпатський військово-спортивний ліцей-інтернат створений в 1995 році відповідно до розпорядження Івано-Франківської обласної державної адміністрації від 10.10.1995 року «Про відкриття військово-спортивного ліцею в смт Богородчани». Значну роль в історії ПВСЛІ відіграв його співзасновник та перший керівник ліцею Дичковський Орест Миколайович.
У 2009 році ліцей було переведено з смт Богородчани у м. Надвірну на територію колишньої 432-ї ракетної бригади.

### Умови вступу до ліцею
Право на вступ до ліцею мають юнаки, які закінчили 7 класів середньої загальноосвітньої школи, придатні за станом здоров'я навчатися в ліцеї, а також склали вступні іспити. Також, при потребі, проводиться добір юнаків, які закінчили 9 класів.
У ліцеї, крім вступних іспитів, проводиться оцінка рівня фізичної підготовки розвитку юнака, а також вступники проходять поглиблений медичний огляд і професійно-психологічне обстеження.

### Секції та гуртки
Ліцеїсти під час мають можливість відвідувати різноманітні секції.

#### Спортивні
- Тхеквондо (WTF)
- Ушу (Саньшоу)
- Секція легкої атлетики
- Секція важкої атлетики
- Секція футболу
- Секція стрільби

#### Художньої самодіяльності
- Оркестр духових інструментів
- Театральна секція
- Хореографічна секція
- Вокально-інструментальний ансамбль
- Хор ліцею

#### Технічні
- Гурток ремонту побутової техніки
- Два гуртки інформатики

### Керівники військового ліцею
- Дичковський Орест Миколайович,
- Гаврин Василь Миколайович — полковник,
- Мартинюк Микола Лонгинович — полковник.

### Відомі випускники ліцею
Воробець Степан Степанович. В ліцеї навчався з 2000 по 2004 рік. Капітан, командир розвідувальної роти штабного батальйону 24-ї окремої механізованої бригади (Яворів) оперативного командування «Захід» Сухопутних військ ЗСУ. Випускник Академії сухопутних військ ім. гетьмана Петра Сагайдачного. Під час неоголошеної війни на сході України 2014 р. (АТО) загинув у бою, що точився під смт Ямпіль та селом Закітне Донецької області, метою якого було висування в глибину території, знищення укріплень бойовиків та звільнення населених пунктів.
Гамарник Олександр Михайлович — старший лейтенант Збройних сил України.
2009 року закінчив Львівський інститут Сухопутних військ, спеціальність «бойове застосування та управління діями підрозділів, частин ракетних військ».
Начальник обслуги пускової установки стартової батареї ракетного дивізіону, 19-та ракетна бригада оперативного командування «Північ». Здійснював бойові пуски ракет по проросійських терористах.
8 вересня 2014 року — за особисту мужність і героїзм, виявлені у захисті державного суверенітету та територіальної цілісності України, вірність військовій присязі під час російсько-української війни, відзначений — нагороджений орденом Богдана Хмельницького III ступеня.

## Адреса
78400, Івано-Франківська обл., м. Надвірна, вул. Сірика 1 «А»